# Protipapež Viktor IV. (Ottaviano di Monticello)
Protipapež Viktor IV. (Oktavijan) (rojen kot Ottaviano di Monticello), protipapež katoliške Cerkve, * okrog 1095, Tivoli, Lacij, Papeška država, Sveto rimsko cesarstvo; † 20. april 1164, Lucca, Toskana, Sveto rimsko cesarstvo.

## Življenjepis
Oktavijan se je rodil v plemeniti družini okrog leta 1095 v kraju Tivoli v Laciju, Papeška država.

### Konklavi
Kot kardinal se je Ottaviano de' Monticelli udeležil naslednjih konklavov:
- 1143, ko so izvolili papeža Celestina II.
- 1144, ko so izvolili papeža Lucija II.
- 1145, ko je bil izvoljen papež Evgen III.
- 1153, ko je bil izvoljen papež Anastazij IV.
- 1154, ko je bil izvoljen papež Hadrijan IV.
- konklave 1159, ko so kardinala izvolili dva papeža: Rolanda Bandinellija, ki si je privzel ime Aleksander III. in Oktavijana Monticellija, ki si je privzel ime Viktor IV.

## Papež in prvi protipapež
Po smrti Hadrijana IV. je 22 – to je večina kardinalov – ob normanski podpori izvolila 7. septembra za papeža kardinala-duhovnika pri svetem Marku in papeškega kanclerja Rolanda Bandinelli-ja, ki si je privzel ime Aleksander III. 
Istega dne je cesarska stranka v Rimu izvolila svojega papeža, ki ga je podpiral predvsem Friderik Barbarossa. Sedem kardinalov-duhovnikov je  pri Sv. Ceciliji, Ottaviana di Monticello izvolilo kardinala Viktorja IV. Volitve so sprožile neljube dogodke. Ko se je novo izvoljeni kardinal Bandinelli (papež Aleksander III.)  pripravljal, da si bo oblekel papeški plašč za obred ustoličenja, je skočil naprej kardinal Ottaviano, iz obredarjevih rok iztrgal plašč in si z njim ogrnil svoje rame. Neki vznejevoljeni senator ga je odpeljal ven; kljub temu je Oktavijanu uspelo, da si je plašč in znamenja papeške oblasti prisvojil s pomočjo svojega kaplana. V zmešnjavi, ki je sledila, si je ogrnil plašč narobe, ne da bi to sam opazil. To je sprožilo posmeh v celem kardinalskem zboru in na njegov rovaš so nastale celo zbadljive pesmi. Kot pravi papež, se tudi protipapež ni počutil varnega v Rimu; posvečenje je namreč prejel v opatiji Farfi.
Cesar je hotel sedaj posredovati, da bi uredil zmešnjavo, ki so jo v celoti povzročili njegovi zastopniki ter je povabil obtoženca pred nabito polno zborovanje v Paviji. Svojo pristranskost je pokazal že s tem, da je Oktavijana povabil kot Viktorja IV., a pravega papeža kot kardinala Orlanda. Papež Aleksander je zavrnil zahtevo, da bi 11. februarja 1160 prisostvoval temu krivičnemu sodišču. Na razsodbo se je Aleksander III. iz Anagnija na veliki četrtek, 24. marca 1160 odzval z slovesnim izobčenjem nad cesarjem ter njegove podložnike razrešil njihove zaprisege. Takoj nato je Aleksander poslal nuncije k raznim evropskim kraljem in kmalu so prišla priznanja iz Francije, Anglije, Španije, Sicilije, Madžarske in tudi od grškega cesarja v Carigradu; tudi tri glavna gospodarska in politična italijanska središča: Benetke, Milano in Genova so bila naklonjena papežu. Poleg tega so bili na njegovi strani močni cerkveni redovi kot cistercijani in certozijani. Cluny se je pa postavil na stran protipapeža Viktorja.

### Viktor ni užival podpore
Kralj Friderik se je na vse načine trudil, da bi evropske dvore odvrnil od zakonitega papeža. Francoskemu kralju je ponudil zvezo, vendar sta ga od tega odvrnila odločen nastop angleškega kralja Henrika II. in madžarskega kralja Géze II. Takole je madžarski kralj pisal Ludviku VII.:
 »Jaz se bojim le Boga, ljudi ne; Aleksandra, ki ga je priznala vesoljna Cerkev in Tvoje veličanstvo, priznavam s svoje strani tudi jaz in ga sprejemam za zakonitega papeža. Če hoče torej cesar napasti Tebe ali Tvoje kraljestvo, bom napadel tudi jaz njegovo kraljestvo in ga opustošil; podobno ravnanje pričakujem tudi od Tebe, svojega prijatelja.« 
Cerkveni razkol je imel hujše posledice za cesarstvo kot za papeštvo in je trajal 17 let. Končal se je šele s cesarjevim hudim porazom v bitki pri Legnanu  1176, ko se je komaj rešil. To je prisililo ošabnega cesarja, da se je 1177 brezpogojno podvrgel papežu. Otročja legenda, da je papež položil svojo nogo na vrat ležečega cesarja, ne ustreza zgodovinski resnici in je rabila za protestantovsko propagando zoper katoličane zaradi spodbujanja nemškega ponosa šele od Lutrovih časov.

## Smrt in spomin
Poročilo o Viktorjevi smrti:
»Zgodilo se je tako«, pravi Bozo: »Na smrtni postelji je Viktor kričal, naj mu pokličejo katoliškega duhovnika; razkolniki pa ga niso pustili k njemu.« Angleški kardinal pa nič ne verjame temu poročilu, ampak pravi, da je popolnoma jasno, da je Viktor »odšel v spodnja področja nespokorjen in izobčen«. Več podrobnosti o protipapeževi smrti je navedel Tomaž Becket po enem od svojih zastopnikov na papeškem dvoru. Ta pisatelj piše, da je nesrečni protipapež znorel, in da je bil skozi petnajst dni pred svojo smrtjo tako zmešan, da ni poznal niti Boga niti sebe. Po njegovi smrti so kanoniki cerkve sv. Fredijana – kljub vsem pritiskom – odklonili, da bi imeli truplo razkolnika v svoji sredi. Prenesli so ga ven iz mesta, kjer so ga končno pokopali »neki bedni menihi«.
Posledice Oktavijanovega delovanja je občutil tudi cesar. Preobremenjen z dolgovi je Viktor že nekaj časa živel od ropa, in je komaj kaj zapustil razen svoje oprave in nekaj konj. 
Ko je prispela novice o Oktavijanovi smrti v Sens, kardinali niso ravno izražali svojega zadovoljstva, vendar so hudo okregali papeža Aleksandra, ki se je hudo žalostil zaradi bednega konca svojega sovražnika. »In ne brez razloga«, nadaljujemo navajanje uglednega pisatelja; “za izgubljeno dušo namreč, kjer greha ni oprala žalost, so posledice nepopravljive. Saj niti ne vemo ne, ali je heretik oziroma povzročitelj razkola sploh kdaj delal pokoro razen pod prisilo; take vrste kesanje pa je v Božjih očeh brez vrednosti.«
Protipapež Viktor IV. je torej umrl nenadne smrti 20. aprila 1164 v Lucci. Toda njegovo truplo niti v stolnici ni našlo miru. Na poti v Piso se je ustavil papež Gregor VIII. 1187 tudi v Luki, kjer je ukazal, da naj odstranijo truplo protipapeža Viktorja iz grobnice ter da odnesejo njegove kosti ven iz stolnice za svarilo drugim.
Oktavijanova smrt je bila najlepša prilika za spravo z zakonitim papežem, ki ji je bil tokrat naklonjen tudi Friderik. Toda njegov zli duh Rajnold Daselski je v imenu njegove stranke takoj postavil naslednika v osebi cremskega škofa Gvida,ki si je privzel ime Pashal III.. Liéški nadškof ga je posvetil ne da bi se sploh držal zakonite oblike in običajev.
Njemu je sledil še en protipapež Kalist III., nato pa še eden, in sicer že četrti za časa papeževanja Aleksandra III., ta je bil Inocenc III.

### Ocena
- John of Salisbury[12] ga opisuje kot zgovornega in uglajenega, toda sitnega in skopuškega. Ko ga je papež poslal kot legata skupaj s kardinalom pri Sveti Suzani Jordanom Orsinijem,[13] da bi povabil cesarja Konrada III.[14] zaradi kronanja za svetorimskega cesarja v Italijo, se je s so-legatom sprl in po Salisburyjevih besedah »osmešil Cerkev«.[15]

- Rimsko ljudstvo je imelo o protipapežu na splošno zelo slabo mnenje: »Prekleti hudičev sin, plaščo-kradec (latinsko dismantacompagus)! Ne boš ti papež! Hočemo Aleksandra, ki ga je izvolil Bog!« O njem so sestavili tudi zbadljivko, ki jo navaja kardinal in zgodovinar Bozo, ki je bil med volitvami na Aleksandrovi strani in mu je – kot voditelj kardinalskega zbora – največ pomagal, da se je skupaj z drugimi kardinali rešil v trdnjavo poleg cerkve Svetega Petra pred protipapeževim oboroženim krdelom, ki je med volitvami vdrlo v baziliko.[16][17]

### Malahijeva prerokba
Prerokba sv. Malahija pravi o njem: Iz mračne ječe (latinsko Ex tetro carcere; angleško Out of a loathsome prison). Latinska razlaga pravi: Bil je kardinal pri Sv. Nikolaju v Tulijanovi ječi. (latinsko Fuit Cardinalis S. Nicolai in carcere Tulliano.). 
Viktor IV. je bil torej protipapež 1159–64), po imenu Ottaviano di Monticello. Prerokba se torej nanaša na dejstvo ali domnevo, da je bil kardinal pri Sv. Nikolaju v Tulijanovi ječi; s kardinalskim naslovom San Nicola in carcere.